# For Aeons Past
A For Aeons Past a svéd, metal stílusú Solution .45 együttes debütáló stúdióalbuma. Az európai megjelenés ideje 2010. április 9. 2010. február 15-én az albumról a Gravitational Lensing című szám ingyen letölthetővé vált.

## Számlista
| #  | Cím                                     | Szövegíró | Zeneszerző          | Hossz |
| -- | --------------------------------------- | --------- | ------------------- | ----- |
| 1  | The Close Beyond                        | Stanne    |                     | 4:32  |
| 2  | Gravitational Lensing                   | Stanne    | Stefanovic/Älvestam | 4:54  |
| 3  | Through Night-Kingdomed Gates           | Stanne    |                     | 5:28  |
| 4  | For Aeons Past                          | Stanne    |                     | 4:46  |
| 5  | Lethean Tears                           | Älvestam  |                     | 6:11  |
| 6  | Bladed Vaults                           | Stanne    |                     | 4:19  |
| 7  | Wirethrone                              | Stanne    | Stefanovic/Älvestam | 6:00  |
| 8  | On Embered Fields Adust                 | Stanne    |                     | 3:35  |
| 9  | Into Shadow                             | Stanne    |                     | 5:54  |
| 10 | Clandestinity Now                       | Stanne    |                     | 16:13 |
| 11 | Spirit Side Dreaming (japán bónuszszám) | Stanne    |                     | 3:46  |

## Készítők

### Az együttes tagjai
- Christian Älvestam - ének
- Jani Stefanovic - gitár, ritmusgitár
- Tom Gardiner - gitár, ritmusgitár
- Rolf Pilve - dob
- Anders Edlund - basszusgitár

### Egyéb
- Mikko Härkin (volt tagja az együttesnek) - billentyűs hangszer
- Mikael Stanne - háttérének, dalszövegek[3]